# Walk On (Boston)
Walk On è il quarto studio-album dei Boston, pubblicato nel 1994.

È il primo senza lo storico cantante Brad Delp, e segue a otto anni di distanza l'ultimo lavoro in studio della band.

## Tracce
1. I Need Your Love - 5:33 - (F. Sampson, T. Scholz)
2. Surrender to Me - 5:34 - (B. Laquidara, T. Scholz, D. Sikes)
3. Livin' for You - 4:58 - (T. Scholz)
4. Walkin' at Night - 2:02 - (T. Scholz)
5. Walk On - 2:58 - (B. Delp, T. Scholz, D. Sikes)
6. Get Organ-ized - 4:28 - (T. Scholz)
7. Walk On (Some More) - 2:55 - (B. Delp, T. Scholz, D. Sikes)
8. What's Your Name - 4:28 - (T. Scholz)
9. Magdalene - 5:58 - (G.T. Foulke, T. Scholz, D. Sikes)
10. We Can Make It - 5:30 - (B. Cedro, T. Scholz, D. Sikes)

## Singoli
- 1986: I Need Your Love
- 1986: Walk On Medley

## Formazione
- Tom Scholz - chitarra solista, chitarra acustica, basso, organo, percussioni
- Fran Cosmo - voce
- David Sikes - voce, basso
- Tommy Funderburk - voce
- Doug Huffman - batteria, percussioni
- Gary Pihl - chitarra solista, chitarra acustica